# Kristen rock

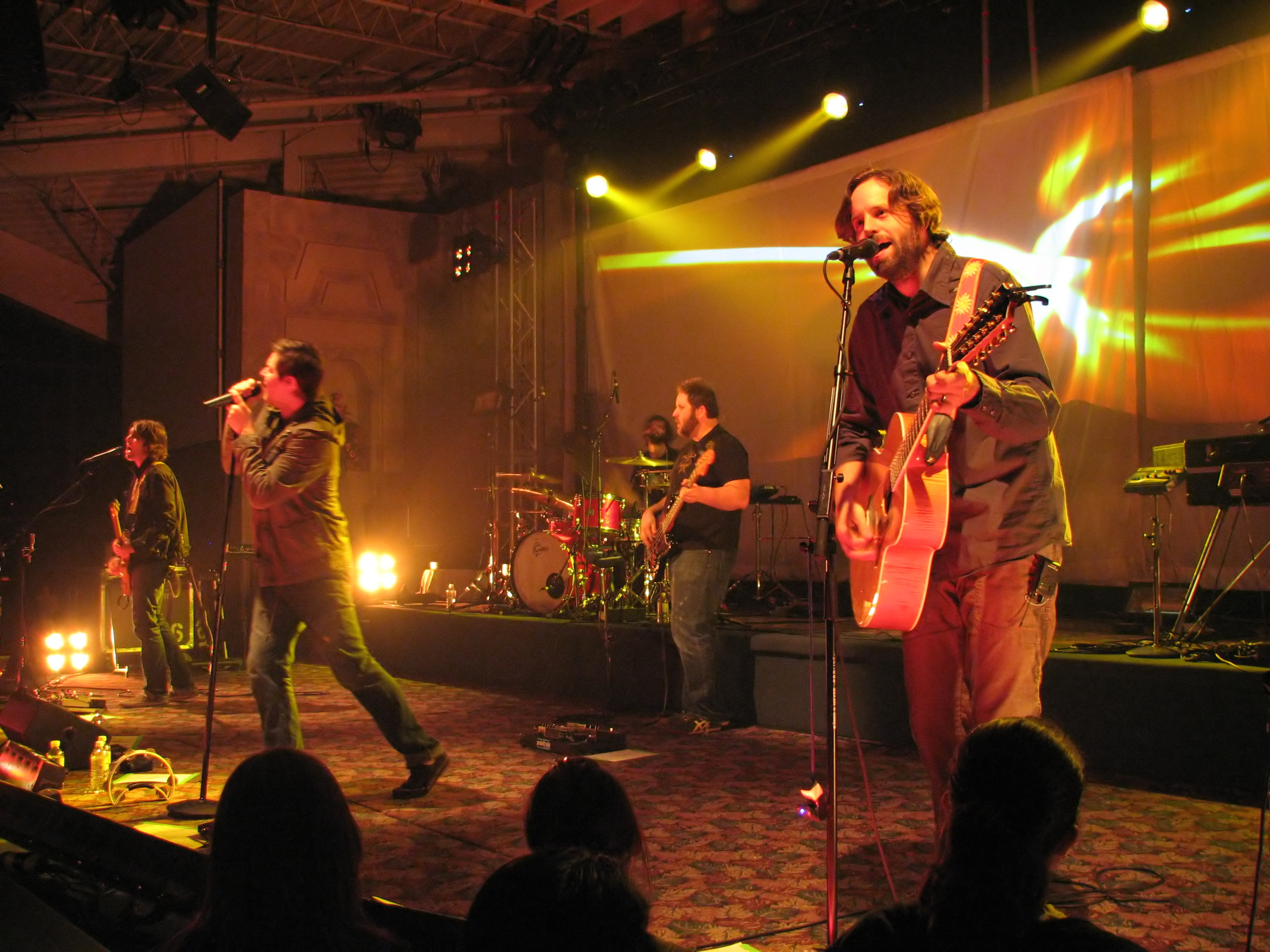
Jars of Clay ger konsert i Toronto, mars 2007.

Kristen rock (engelska: christian rock) är en term inom rock baserad på musikgrupper vars medlemmar är kristna och gruppens texter i första hand handlar om det som rör kristendomen.

## Bakgrund
Termen har sina rötter från 1970-talet och till artister som lade grunden till genren hör bland annat Larry Norman, Rez Band, Phil Keaggy och Amy Grant. Under 1990-talet tog den kristna rocken fart ordentligt i samband med inspiration från U2 och den då populära rockgenren grunge. Snart började man vid vissa tillfällen kalla termen för "alternativ kristen rock" då flera av grupperna spelade så kallad alternativ rock.
De kristna rockbanden är populärast i USA, fast en del band har även slagit igenom internationellt.
Exempel på moderna grupper som media beskrivit som kristen rock är Anberlin, Fireflight, Flyleaf, Metatrone, Relient K och Skillet.

### Fotnoter
1. ↑  Inger Alestig (20 januari 2012). ”Kristen rockhistoria blir dokumentär” (på svenska). Dagen. http://www.dagen.se/kultur/kristen-rockhistoria-blir-dokumentar-1.113575. Läst 17 oktober 2017.